# مال من (ترانه تیلور سوئیفت)
«مال من» یازدهمین تک‌آهنگ خواننده کانتری پاپ آمریکایی تیلور سوئیفت است. «مال من» اولین ترانهٔ سومین آلبوم سوئیفت به‌نام حالا صحبت کن است. تاریخ انتشار آن ۱۶ آگوست ۲۰۱۰ بود اما بدلیل درز آن در اینترنت، ۴ آگوست منتشر شد. تا به‌حال ۱۱۰۹۰۰۰ کپی از این آهنگ به فروش رفته‌است.